# AAC World Heavyweight Championship
L'AAC World Heavyweight Championship è stato un titolo di wrestling promosso dalla federazione Atlantic Athletic Commission (AAC), di Boston. Il titolo è stato utilizzato come massimo alloro per i lottatori sotto contratto per la AAC.
Il titolo fu creato nel 1957, quando Édouard Carpentier sconfisse Lou Thesz, allora detentore del NWA World Heavyweight Championship per il titolo. Essendo la vittoria arrivata per squalifica, in seguito ad un infortunio alla schiena di Thesz, la NWA, in seguito ad un primo riconoscimento, considerò nullo il cambio di titolo. Alcuni territori, tra cui la AAC con sede a Boston, continuarono tuttavia a riconoscere Carpentier come campione, creando quindi la propria versione dei titoli. La AAC diede così vita all'AAC World Heavyweight Championship, riconoscendo come campione inaugurale Carpentier.
Il titolo fu disattivato con la chiusura della federazione nel 1975.

## Albo d'oro
| Legenda  |                                                                               |
| -------- | ----------------------------------------------------------------------------- |
| #        | Indica il numero del regno titolato                                           |
| Regno    | Viene indicato il numero del regno del campione                               |
| Data     | La data in cui il titolo è stato vinto                                        |
| Località | Indica il luogo in cui il titolo è stato vinto                                |
| Note     | Indica notizie particolari riguardanti i cambi di titolo o altre informazioni |

| # | Campione           | Regno | Data           | Giorni | Località              | Evento     | Note | Fonti |
| - | ------------------ | ----- | -------------- | ------ | --------------------- | ---------- | --- | ----- |
| 1 | Édouard Carpentier | 1     | 14 giugno 1957 | 323    | Chicago, Illinois     | House show | Carpentier sconfisse Lou Thesz per il NWA World Heavyweight Championship, ma il cambio di titolo non fu riconosciuto dalla NWA. LA AAC continuò a riconoscere Carpentier come campione, dando vita al titolo. |       |
| 2 | Killer Kowalski    | 1     | 3 maggio 1958  | 1.067  | Boston, Massachusetts | House show | |       |
| 3 | Bearcat Wright     | 1     | 4 aprile 1961  | 56     | Boston, Massachusetts | House show | |       |
| 4 | Jackie Fargo       | 1     | 30 maggio 1961 | 1.185  | Boston, Massachusetts | House show | |       |
| 5 | Ted Blassie        | 1     | 27 agosto 1964 | 35     | --                    | House show | |       |
| 6 | Jackie Fargo       | 2     | 1 ottobre 1964 | --     | Boston, Massachusetts | House show | |       |
| 7 | Buddy Fuller       | 1     | 1966           | --     | Boston, Massachusetts | House show | Il titolo fu assegnato a Fuller d'ufficio quando Fargo abbandonò il territorio. |       |
| 8 | Frank Scarpa       | 1     | 27 aprile 1967 | --     | --                    | House show | Il titolo fu reso vacante quando Scarpa morì sul ring. |       |
| 9 | Gypsy Joe Gonzalez | 1     | 1969           | --     | --                    | House show | Gonzalez vinse un torneo per riassegnare il titolo vacante. |       |
| - | Disattivato        | --    | 1975           | --     | --                    | --         | Il titolo fu disattivato con la chiusura della federazione. |       |